# Borová (České Heřmanice)
Borová (německy Borowa) je malá vesnice, část městyse České Heřmanice v okrese Ústí nad Orlicí. Nachází se asi 1,5 km na východ od Českých Heřmanic. V roce 2009 zde bylo evidováno 17 adres. V roce 2001 zde trvale žilo 37 obyvatel.
Borová leží v katastrálním území České Heřmanice o výměře 7,43 km2.

## Historie
Koncem 17. století se jako jedno z výhodných míst pro založení nové osady ukázala pustina mezi Heřmanicemi a Sloupnicí. Tímto územím vedla významná cesta spojující Vysoké Mýto s Českou Třebovou. Na návrší u této cesty stála panská hospoda. V roce 1698 poblíž hospody, hojně navštěvované okolo projíždějícími formany, na zbývající panské půdě byly postaveny první chalupy. Jejich počet asi nebyl vyšší než 4. Jméno nově vzniklé osadě dal převládající lesní porost. Tak vznikla Borová. Příslušníci první generace obyvatel Borové museli překonat řadu těžkostí, ale vytrvali na půdě, kterou pracně přetvářeli a která nebyla ani jejich.
Zápisy o narození, úmrtí a oddavkách prvních obyvatel Borové byly zaznamenávány do matrik v Brandýse nad Orlicí. Od r. 1711 začaly být vedeny matriky na farním úřadě v Heřmanicích. Při očíslování domů, provedeném v r. 1770, bylo již v Borové 9 domů. Měření rolí, luk, lesů a všech jiných pozemků bylo provedeno v roce 1785 a má název „Josefinský katastr“. Borová je v tomto katastru uvedena jako přivtělená k obci Heřmanice.
Závislost obyvatel na vrchnosti skončila se zrušením roboty v roce 1848. Na místo rychtáře dosazovaného vrchností, vytváří se obecní samospráva v čele se starostou. V roce 1869 byl postaven kamenný kříž u silnice uprostřed vsi.

## Přírodní zajímavostí
- romantické údolí Sloupnického potoka, který protéká hned pode vsí
- lesní zákoutí „Pod Labem“

## Galerie

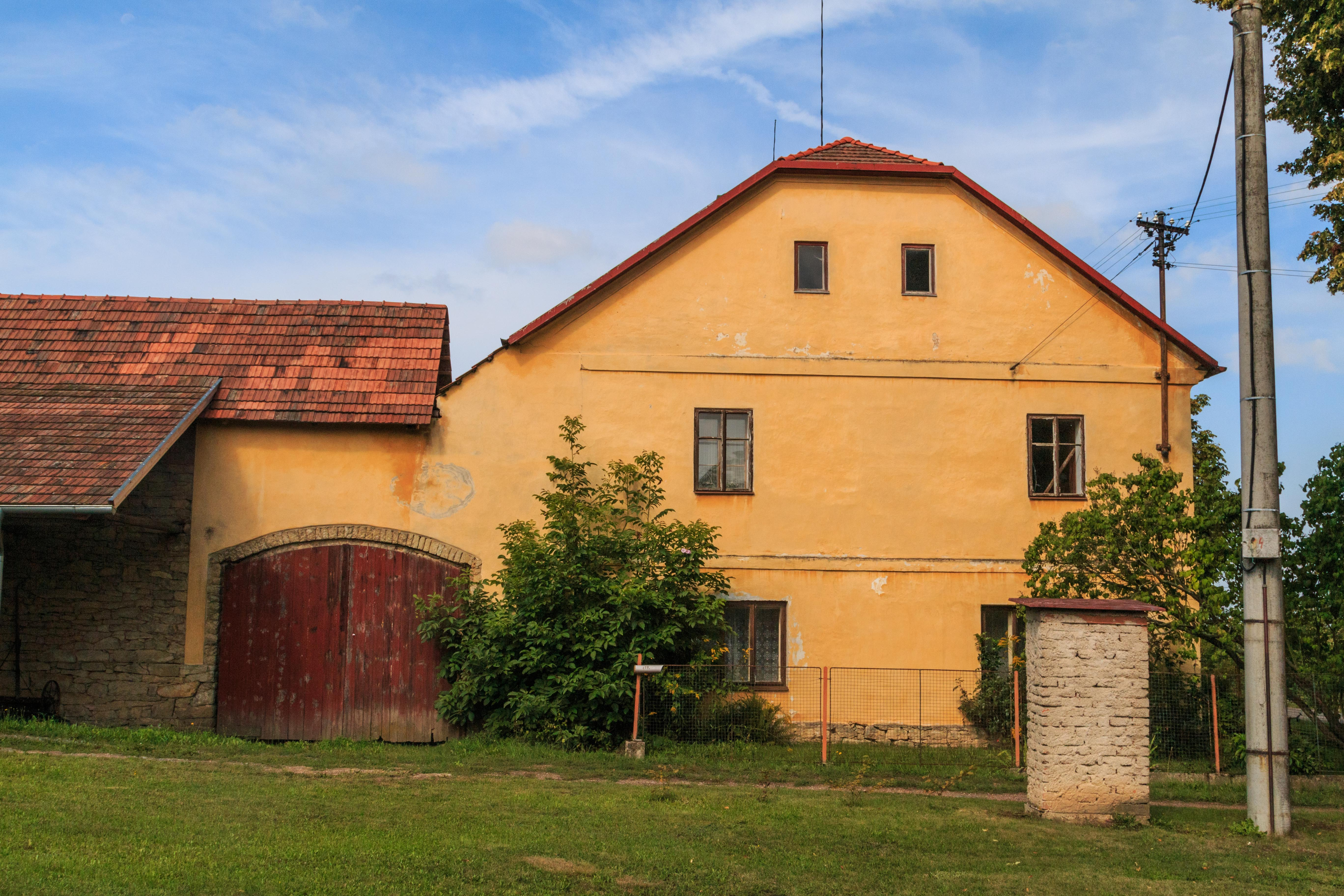
Borová u Českých Heřmanic - formanská hospoda
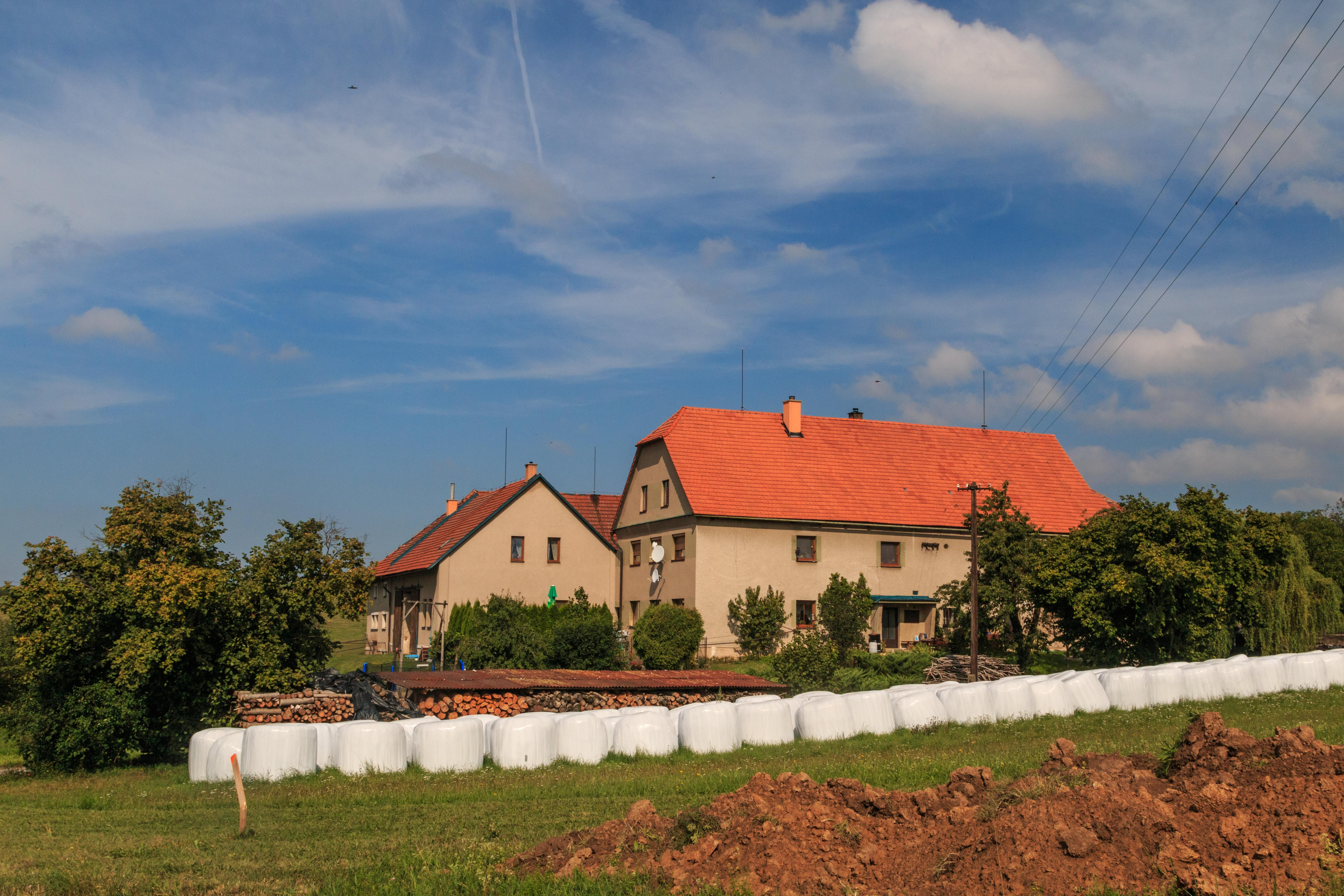
Borová u Českých Heřmanic - hospodářský dvůr
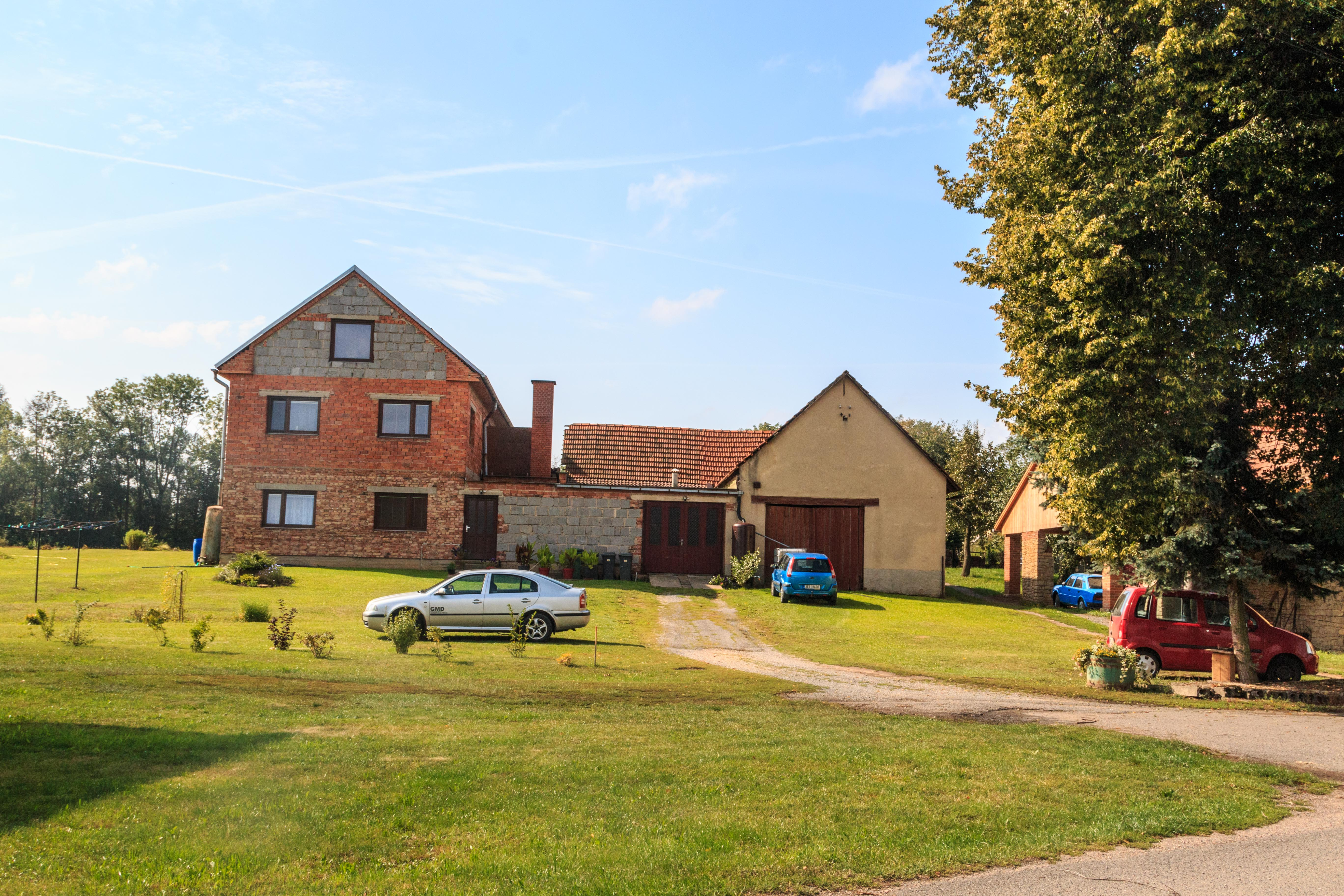
Borová u Českých Heřmanic - dům čp. 8
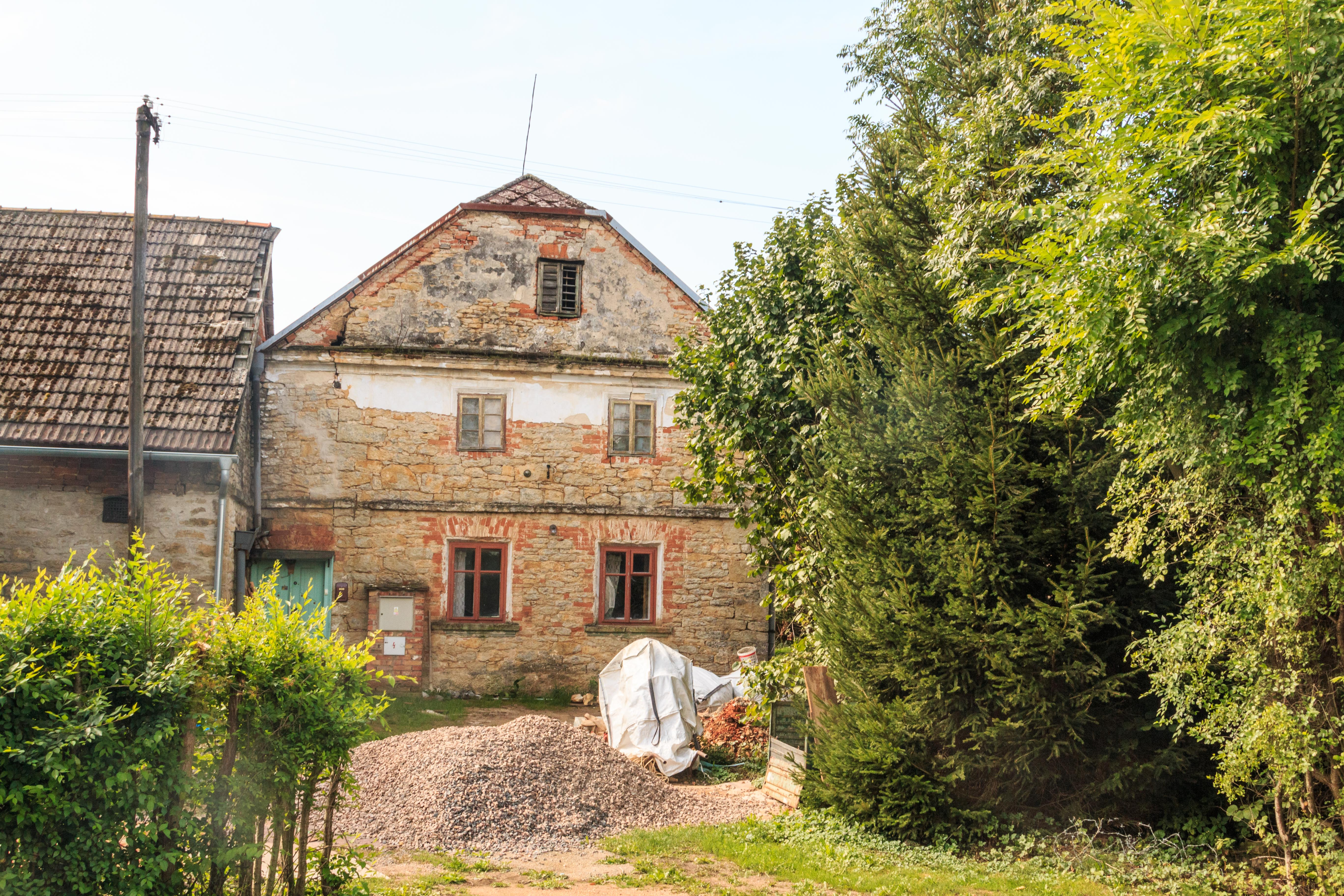
Borová u Českých Heřmanic - dům čp. 5
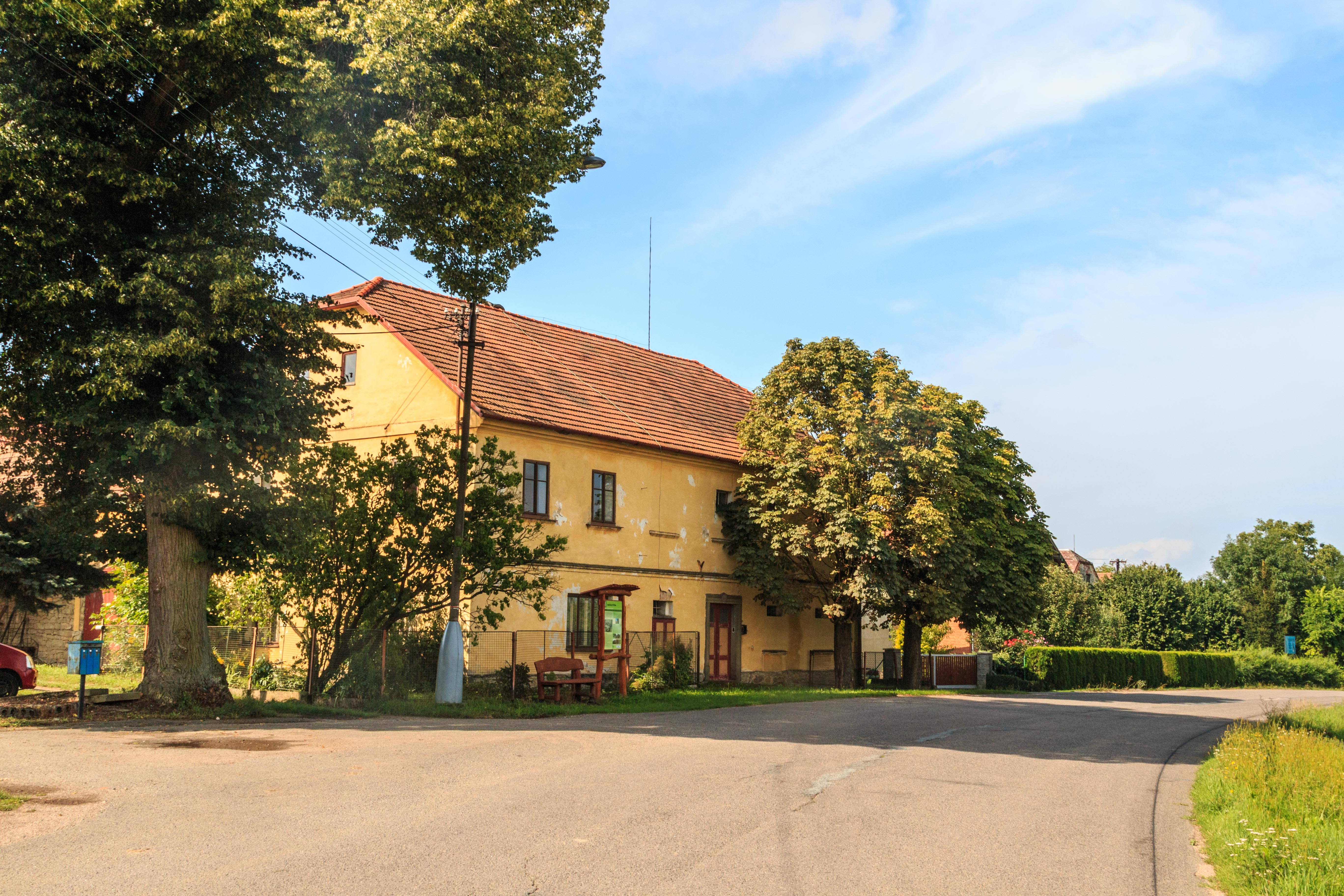
Borová u Českých Heřmanic - dům čp. 7
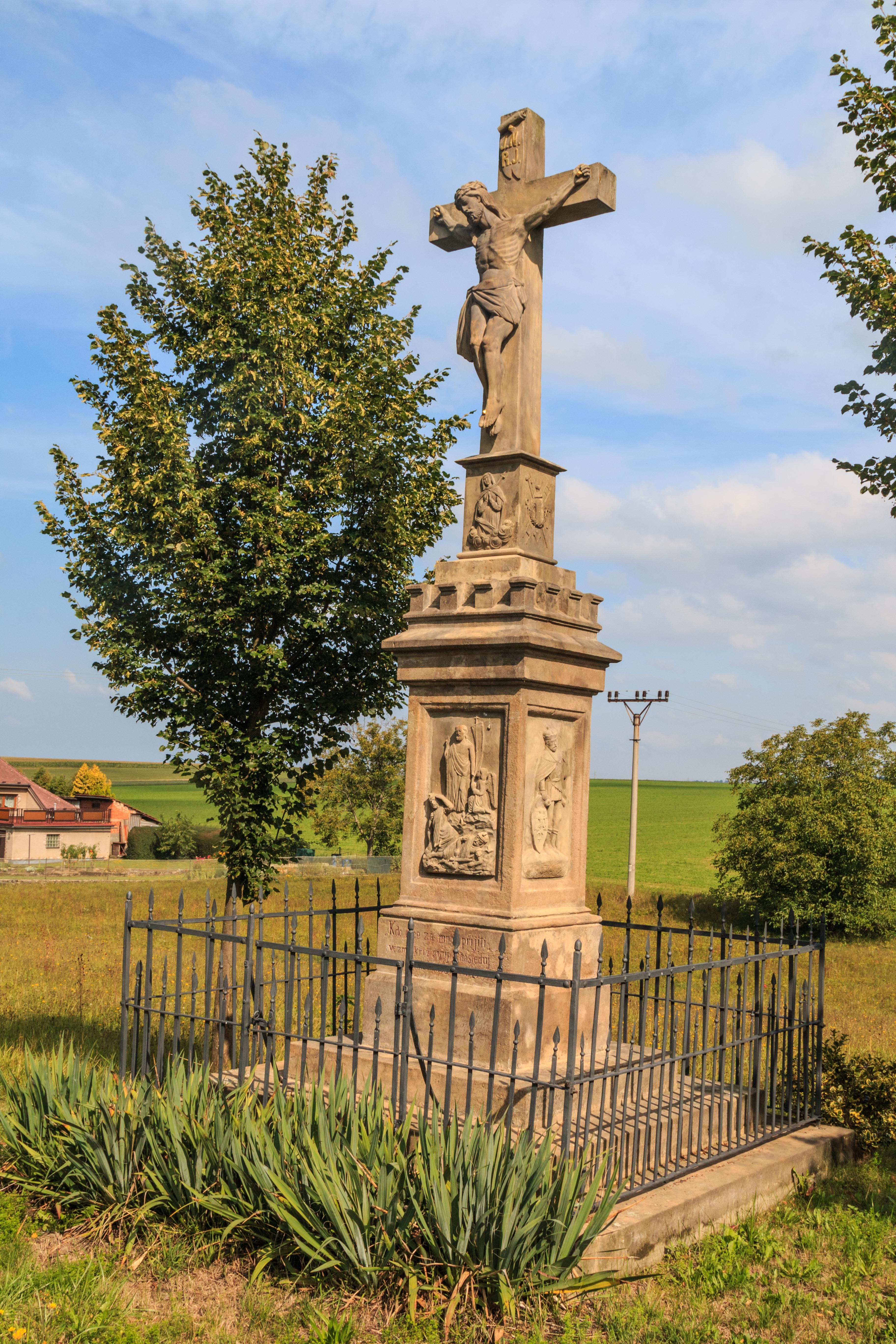
Kříž v Borové u Českých Heřmanic